# Lorm
Lorm er et alfabetiseringssystem for døvblinde udviklet af Hieronymus Lorm.
Systemet bruges til at angive bogstaver og anvendes således til kommunikation af et kendt sprog (for eksempel dansk) i modsætning til egentlige tegnsprog, som har egen grammatik.
Systemet benytter sig af prikker og streger på den ene side af hånden. Eksempelvis angives alfabetets første fem vokaler ved et let tryk på en fingerspids: A på tomlen, U på lillefingeren.
| Sprog | Spire Denne artikel om sprog er en spire som bør udbygges. Du er velkommen til at hjælpe Wikipedia ved at udvide den. |